# Château de l'Ochsenstein
Le château de l'Ochsenstein est un château fort en ruines situé dans la commune française de Reinhardsmunster, dans le département du Bas-Rhin. Il était le fief de la maison d'Ochsenstein, une puissante famille de l'Alsace médiévale.
Le château est bâti sur trois éperons de grès et constitue donc en fait trois châteaux séparés : le Grand Ochsenstein, le Petit Ochsenstein et un troisième édifice probablement appelé château de Wachelheim.
Le château de l'Ochsenstein fait l’objet d’un classement au titre des monuments historiques depuis le 6 décembre 1898.

## Localisation

### Position
Le château de l'Ochsenstein se trouve en pleine forêt domaniale de Saverne et occupe l'extrémité sud du massif du Schlossberg, à 584 mètres d'altitude. Les ruines dominent la clairière et la maison forestière du Haberacker (altitude 476 mètres). Le site est entouré de pentes abruptes, sauf au nord, sur le plateau sommital du Schlossberg, où le terrain est plat.
Le château de l'Ochsenstein domine un ancien passage stratégique, qui montait depuis la plaine d'Alsace et Reinhardsmunster, via le vallon du Mosselthal, pour rejoindre la vallée de Bærenbach et l'annexe de Stambach, puis enfin Lutzelbourg et Phalsbourg en Lorraine.

### Trois châteaux
Les ruines de trois châteaux se trouvent sur trois rochers de grès séparés de plusieurs dizaines de mètres. Le rocher le plus au sud comporte les ruines les plus importantes et la plus grande surface ; c'est lui qui est nommé le « Grand Château » dans les textes. Dans le prolongement vers le nord se trouvent deux autres rochers, plus petits, et comportant moins de vestiges bâtis.

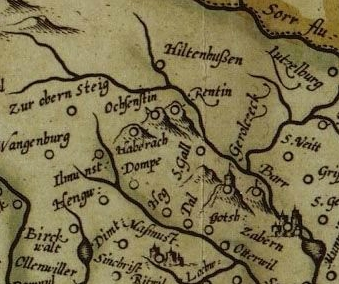
Ochsenstein et ses environs sur la carte de Gérard Mercator au XVIe siècle.

### Accès
Depuis Saverne, prendre la D171, puis la route forestière passant par le Schæferplatz et poursuivre jusqu'aux fermes du Haberacker. Emprunter ensuite un sentier forestier balisé par un rectangle bleu (GR 531). Le château est à environ 20 minutes des fermes, pour un dénivelé de 110 mètres.

### Localités proches
Les ruines du château sont situées
- 7 km au sud-ouest de Saverne
- 1,5 km à l'ouest-nord-ouest de Reinhardsmunster
- 5 km à l'ouest de Marmoutier
- 6 km au nord-est du Dabo en Moselle
- 500 m au-dessus des fermes isolées du Haberacker
- 1 km au nord-ouest du carrefour du Billebaum

## Historique

### Ascension des Ochsenstein

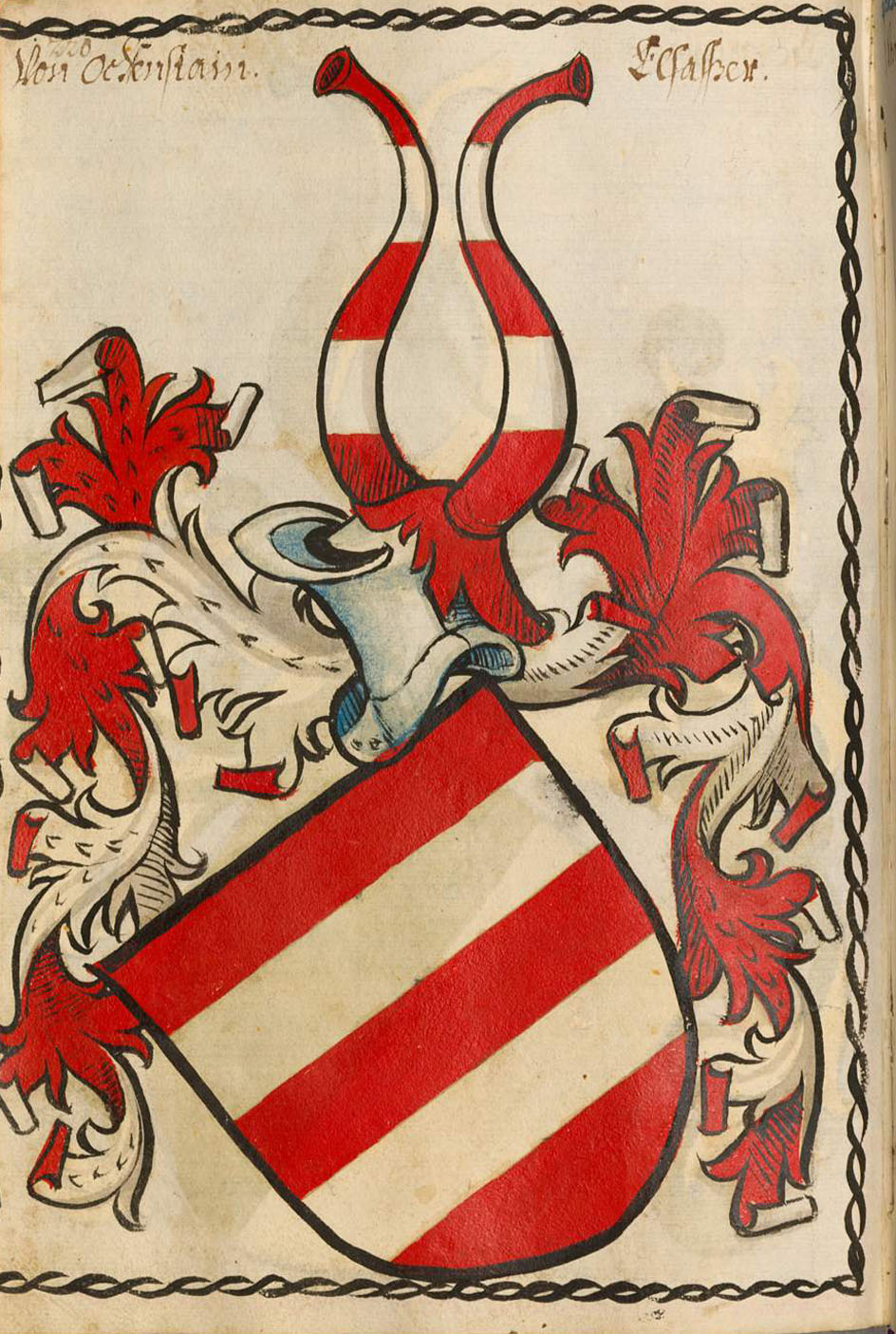
Armes de la maison d'Ochsenstein

#### Construction et origine de la maison d'Ochsenstein
Le château de l'Ochsenstein a probablement été construit à la fin du XIIe siècle. Il s'inscrit dans un ensemble de châteaux vosgiens proches de Saverne défendant le passage de la plaine d'Alsace à la Lorraine. La seigneurie d'Ochsenstein a été taillée dans les terres de l'abbaye de Marmoutier par l'évêché de Metz.
La première mention d'un seigneur d'Ochsenstein date de 1187 : Bourcard (Burchardus) d'Ochsenstein signe une charte de Frédéric Barberousse confirmant à l'abbaye de Koenigsbrück ses possessions. Le château devait alors déjà exister puisque l'usage de l'époque qui voulait qu'une lignée prenne pour patronyme le nom de son château.

#### La succession d'OttonIer
Otton Ier, malade, partage ses domaines en 1217 entre ses fils. Deux d'entre eux sont entrés dans le clergé ; les trois autres héritent de châteaux. Otton II, le fils aîné, reçoit ainsi le château d'Ochsenstein dit der Fels (« le rocher »), l'hommage des chevaliers qui le garde (les Burgmänner) ainsi que la montagne sur laquelle il est bâti et les fermes proches.
Le second fils, Erberhard obtient lui le château « de Wachelheim » du défunt Berthold de Wasselonne. Ce château « de Wachelheim » ou « de Wasselnheim », est justement nommé ainsi d'après les chevaliers de Wasselonne, vassaux qui en assurent la défense. Il s'agit du château nommé aujourd'hui « Petit Ochsenstein », sur le rocher du milieu.
Enfin, Conrad, le troisième fils, reçoit le château de Greifenstein mais doit en reconnaître l'usufruit aux nobles qui l'occupent. Il n'est pas fait mention du château du rocher Nord, qui n'existe donc probablement pas encore.
Otton Ier guérira de sa maladie et ne mourra qu'en 1241, date à laquelle ses enfants hériteront suivant la distribution de 1217.

#### Alliance avec les Habsbourg

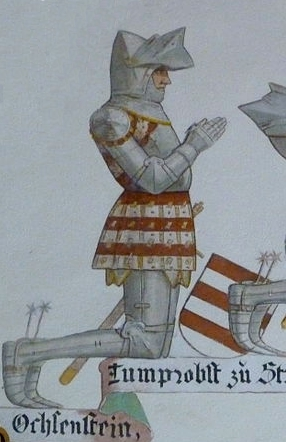
Jean d'Ochsenstein.

Otton III, fils d'Otton II, épouse Cunégonde de Habsbourg en 1273, sœur de Rodolphe IV de Habsbourg, couronné empereur du Saint-Empire romain germanique en 1273. La maison d'Ochsenstein gagne donc une grande influence et le château devient le centre d'une grande seigneurie comprenant notamment Marlenheim et Barr (1321).
Otton IV, fils d'Otton III, restera fidèle à son oncle le roi Rodolphe de Habsbourg, l'accompagnant dans ses campagnes militaires. Rodolphe le nommera en récompense Landvogt impérial d'Alsace et de Brisgau (l'équivalent d'un bailli provincial pour le Saint-Empire). Le zèle d'Otton IV et son influence croissante lui créent de nombreux ennemis, notamment l'évêque Conrad de Lichtenberg ou Guillaume III de Hohenstein.

#### Destruction duPetit Ochsenstein
En 1284, Guillaume de Hohenstein s'empare du château d'Eckerich qui relevait du duc Frédéric de Lorraine. Otton IV s'engage alors à restituer le château au duc. En son absence, Guillaume de Hohenstein et l'évêque de Strasbourg attaquent le château d'Ochsenstein. Les Burgmänner qui le défendent sont chassés et le château détruit (probablement brûlé). Il s'agit probablement du Petit Ochsenstein qui fut détruit puis rapidement reconstruit par Otton IV.

### Déclin des Ochsenstein et de l'importance du château

#### Désaffectation progressive du château
Les seigneurs d'Ochsenstein ne résident plus toujours dans leur château : Otton IV résidait la plupart du temps au palais impérial de Haguenau, résidence du Landvogt. Otton V, nommé aussi Landvogt d'Alsace et du Speyergau (en) lorsque les Habsbourg (roi Frédéric III le Bel et son frère Léopold, deux fils du roi Albert Ier fils du roi Rodolphe Ier) reviennent au pouvoir, résidera lui à Landau. 
Les Ochsenstein possèdent de plus une résidence à Strasbourg depuis 1259. Elle se situait dans la rue Brûlée actuelle, qui était alors nommée sur une partie Ochsensteinergasse, et occupait une partie de l'emplacement de la mairie actuelle. Dans les châteaux d'Ochsenstein ne vivaient plus que les Burgmänner qui en assuraient la garde. Le château servit aux Ochsenstein de garantie pour des avances monétaires (Otton VII engagera ainsi pour mille florins ses châteaux vers 1400).
En 1331, Jean et Otton d'Ochsenstein obtiennent Niederbronn, en arrière-fief du landgrave de Basse-Alsace Ulric d'Œttingen.

#### Nouvelle destruction duPetit Ochsenstein
Le déclin des Ochsenstein commence vers la fin du XIVe siècle. Rodolphe II mène de nombreux conflits qui amènent notamment la ville de Strasbourg à assiéger le château en 1382. Elle s'en empare, y place d'abord une petite garnison, puis rase le château jugeant l'entretien des effectifs trop coûteux. Trendel, comme Lehmann supposent qu'il s'agit du petit château.
Quoi qu'il en soit, le château est reconstruit, puisqu'en 1403, lorsque Frédéric d'Ochsenstein signe avec ses frères un accord sur le partage des frais d'entretien des châteaux d'Ochsenstein, il mentionne qu'ils devront contribuer à la garde et aux frais concernant « les trois châteaux » s'ils voulaient venir y habiter.

#### Partage du château
Frédéric se mêle comme son père à de nombreux conflits, notamment avec le margrave de Bade. Il est ainsi obligé de céder à ce dernier la moitié du château d'Ochsenstein en 1411 après un arbitrage effectué par son beau-père Hanemann II de Deux-Ponts-Bitche. Une clause prévoit le retour de l'intégralité du château à Frédéric en cas de décès du margrave, mais c'est Frédéric qui meurt le premier le 17 octobre 1411 sans laisser d'héritier. Son frère Volmar hérite du château et quitte les ordres pour fonder une famille.
Ceci n'interrompt pas les tensions entre les Ochsenstein et le margrave Bernard de Bade, et Volmar est obligé de reconnaître à ce dernier la jouissance de la moitié du château d'Ochsenstein le 11 novembre 1411. Volmar tente de lutter contre son influence en reconnaissant à Louis IV de Lichtenberg le droit d'ouverture de son château, mais il doit également reconnaître ce droit au margrave et à ses fils en 1417. De plus, pour aider son frère Jean à devenir prévôt du Grand chapitre de Strasbourg, Volmar cède à l'évêque de Strasbourg, Guillaume II de Diest, la moitié du château.

### Période post-Ochsenstein et démolition

#### Passage de la seigneurie aux Deux-Ponts-Bitche

Armes des Deux-Ponts-Bitches.

Georges Ier ou III d'Ochsenstein, qui a succédé à son père Volmar en 1426, mène également de nombreux conflits. Les rançons qu'il doit rassembler lorsqu'il est fait deux fois prisonnier contribuent à la ruine de sa Maison. Lorsqu'il décède, en 1485, c'est sa sœur Cunégonde, épouse de Henri Ier ou II de Deux-Ponts-Bitche, qui hérite du domaine. Guillaume de Ribeaupierre tentera de contester cet héritage en avançant que le fief d'Ochsenstein est « mâle » et qu'il ne peut échoir à une femme, il obtiendra l'investiture de l'évêque de Metz pendant seulement trois ans (1487-1490), Henri Ier de Deux-Ponts-Bitche obtenant alors que l'évêque se rétracte. Au début du XVe siècle, les possesseurs d'Ochsenstein mentionne quatre arbalètes, deux arcs et deux couleuvrines.

#### Rachats successifs et reconstruction
Des problèmes économiques inextricables amènent Georges II ou IV de Deux-Ponts-Bitche-Ochsenstein, fils d'Henri et Cunégonde, à hypothéquer en 1527 le château auprès d'Ulric de Rathsamhausen-zum-Stein pour une valeur de 2 800 florins. Le château passe ensuite à Sébastien de Landsberg, l'ayant reçu en dot de son épouse d'Anne de Rathsamhausen ; les époux s'installent au château en 1527 même si celui-ci est décrit comme vétuste. De plus, vers 1526, Georges II doit céder Niederbronn à son cousin le comte Reinhard de Deux-Ponts-Bitche-Lichtenberg (fils de Simon IV Wecker et d'Elisabeth de Lichtenberg) (Oberbronn, autre fief des Ochsenstein, écherra aussi aux Deux-Ponts-Bitche) : puis Niederbronn passe à Simon V ou VIII, fils cadet de Reinhard et frère du comte Jacques ci-dessous, puis vers 1540-1541 à sa fille Amélie, femme de Philippe Ier de Linange-Westerburg. Mais Amélie cède hâtivement ses droits à son oncle Jacques, ce que les Linange-Westerburg contesteront avec succès puisqu'ils récupèreront bien plus tard Niederbronn et Oberbronn (jugements ou accords de 1667, 1691, 1709 ?) .
En 1555, le comte Jacques de Deux-Ponts-Bitche-Lichtenberg, héritier de son père le comte Reinhard et aussi de son cousin Georges II, rachète l'hypothèque des Landsberg. Recevant serment d'allégeance des sujets de la seigneurie d'Ochsenstein quatre ans plus tard, il lance des travaux de rénovation (c'est probablement de cette époque que date l'adaptation du château aux armes à feu). Mais en 1559, alors qu'il se préparait à y habiter, un incendie prit dans le château et le réduisit à l'état de ruines.

#### Démolition
Le comte Philippe V de Hanau-Lichtenberg hérita des ruines à la mort de Jacques en 1570 ; les Linange-Westerbourg protestèrent et c'est seulement en 1691 qu'un compromis fut trouvé. Au XVIIIe siècle, les pierres du château furent utilisées pour construire le rendez-vous de chasse près de la ferme du Haberacker ; il s'est écroulé depuis…

## Description

### Grand Ochsenstein

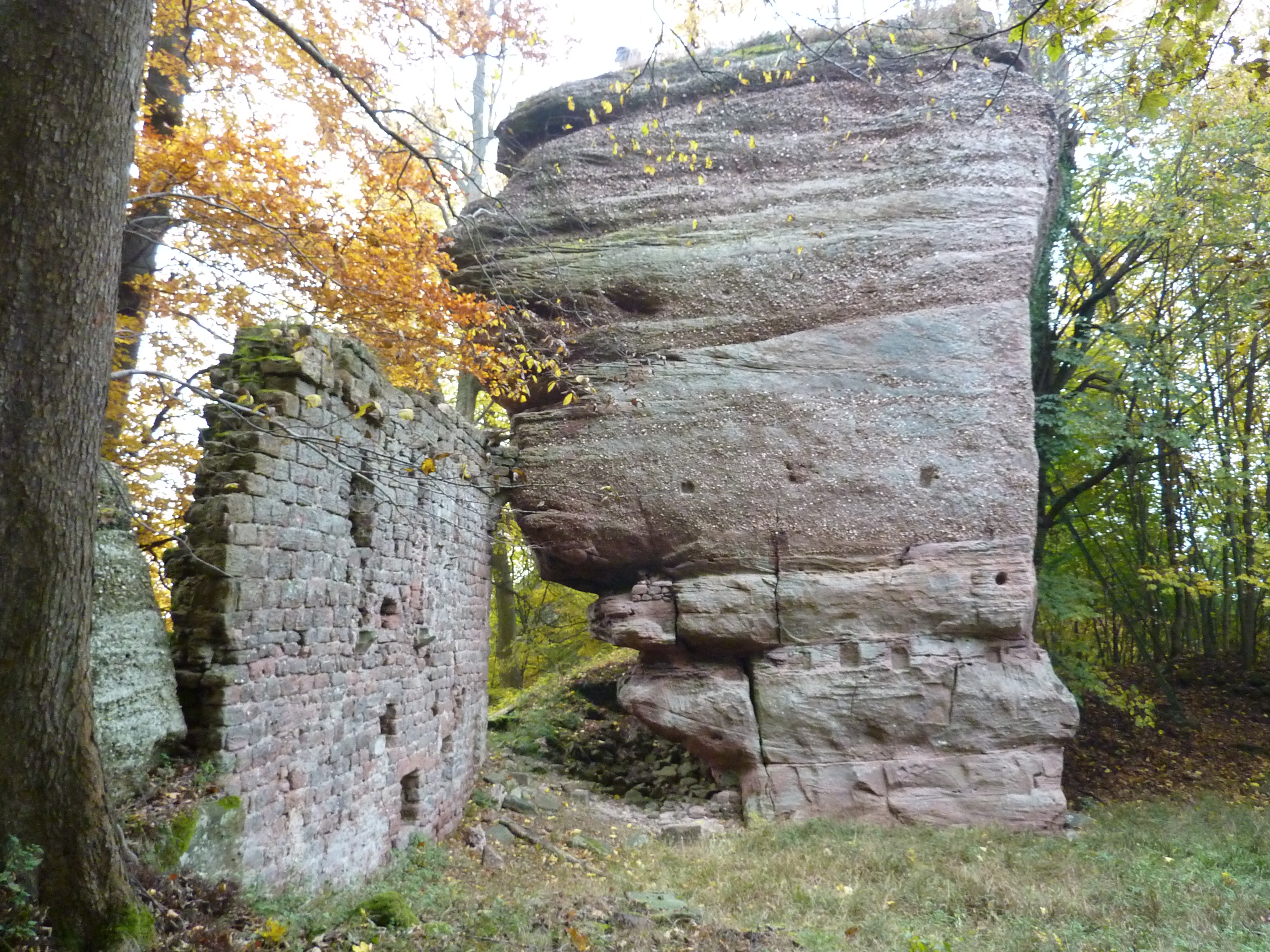
Rocher nord.

| N° | Légende                              |  |
| -- | ------------------------------------ |  |
| 1  | Mur sud.                             |  |
| 2  | Entrée actuelle.                     |  |
| 3  | Basse-Cour.                          |  |
| 4  | Escalier.                            |  |
| 5  | Tour est.                            |  |
| 6  | Corps-de-garde.                      |  |
| 7  | Fossé et accès au Petit Ochsenstein. |  |
| 8  | Cuisines.                            |  |
| 9  | Bâtiment nord.                       |  |
| 10 | Donjon.                              |  |
| 11 | Chapelle.                            |  |
| 12 | Bâtiment sud.                        |  |
| 13 | Salle polygonale.                    |  |
| 14 | Citerne filtrante.                   |  |

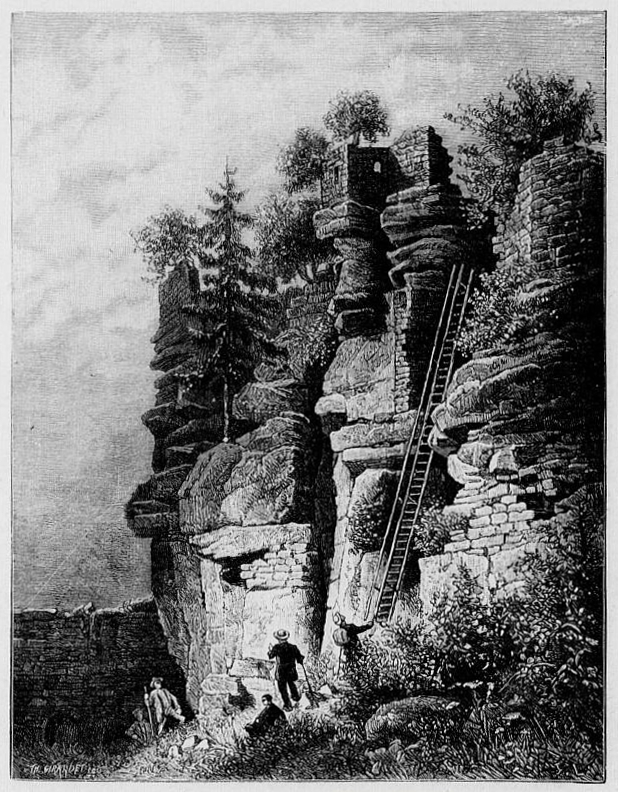
Le Grand Ochsenstein à la fin du XIXe siècle.

Le Grand-Ochsenstein comporte une séparation nette en son milieu, et d'après Salch, il est possible que cela dénote un partage . Au nord, partie la plus élevée du rocher, se trouve un donjon-palais polygonal, daté du XIIIe siècle de par ses bossages saillants. Au nord, un mur polygonal suit le contour du rocher et englobe une belle citerne à filtration dont la voûte subsiste encore. Surplombant le logis sud se trouve une petite salle correspondant probablement à la chapelle.

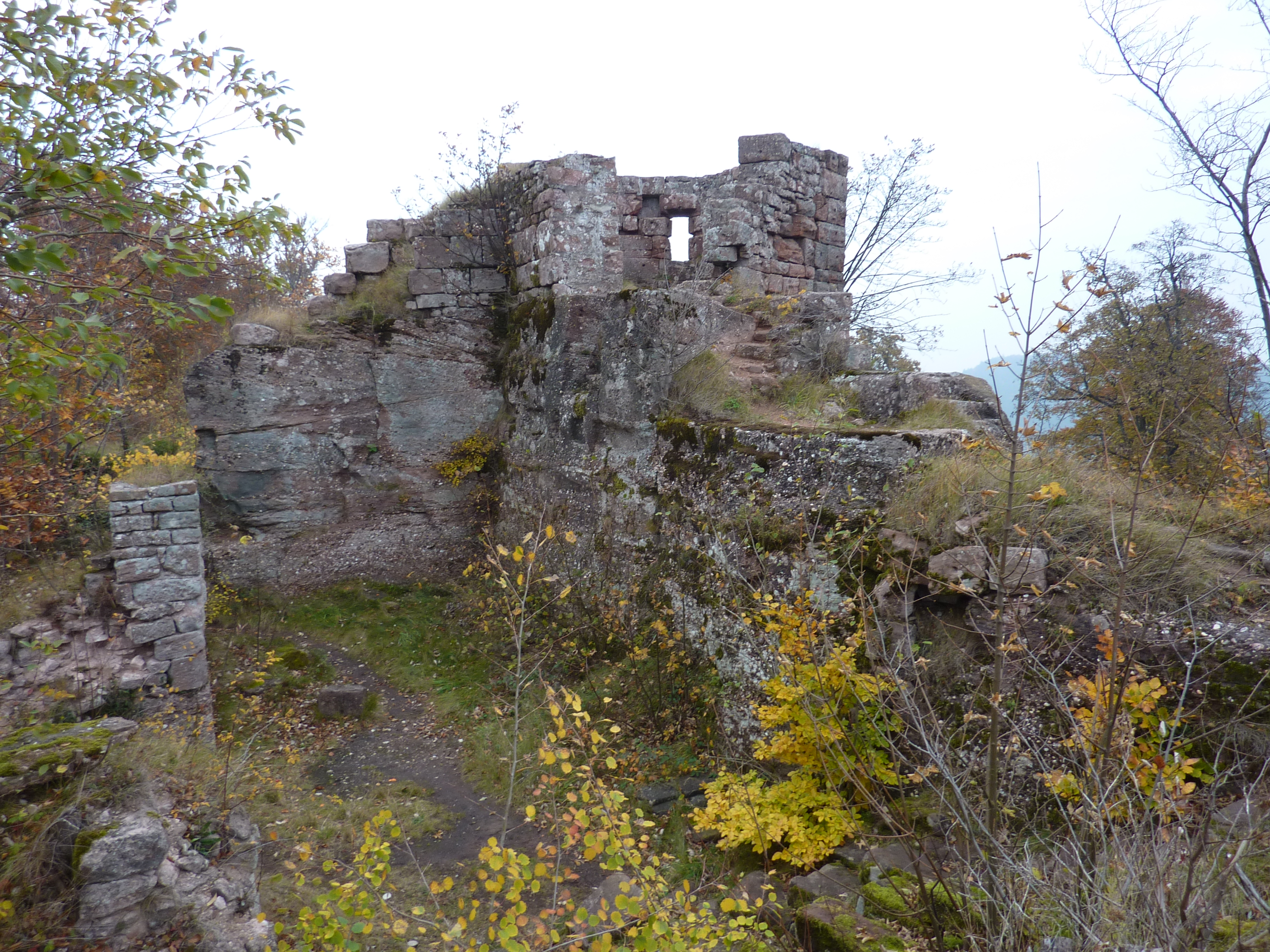
Logis et chapelle.
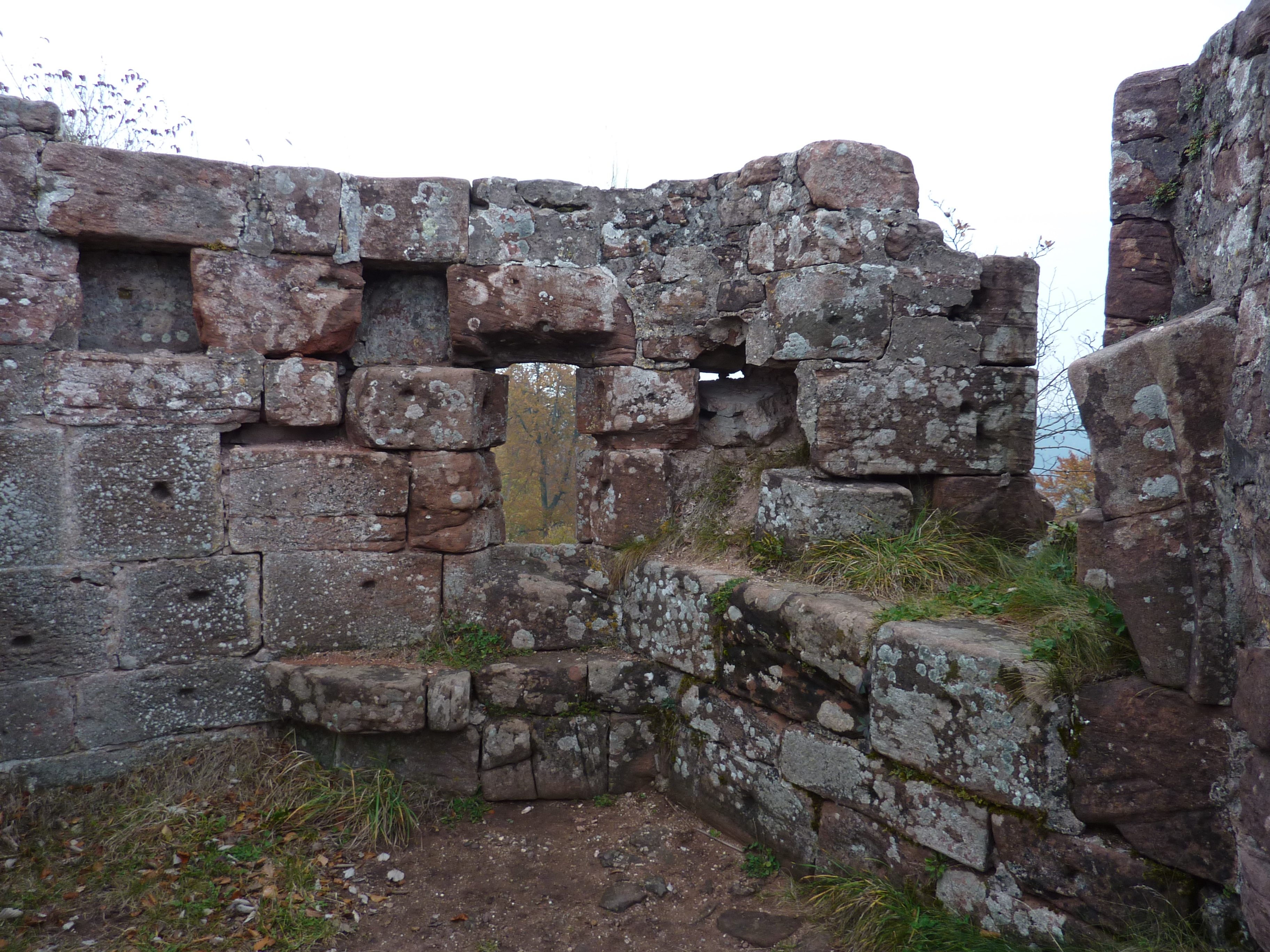
Intérieur de la chapelle.
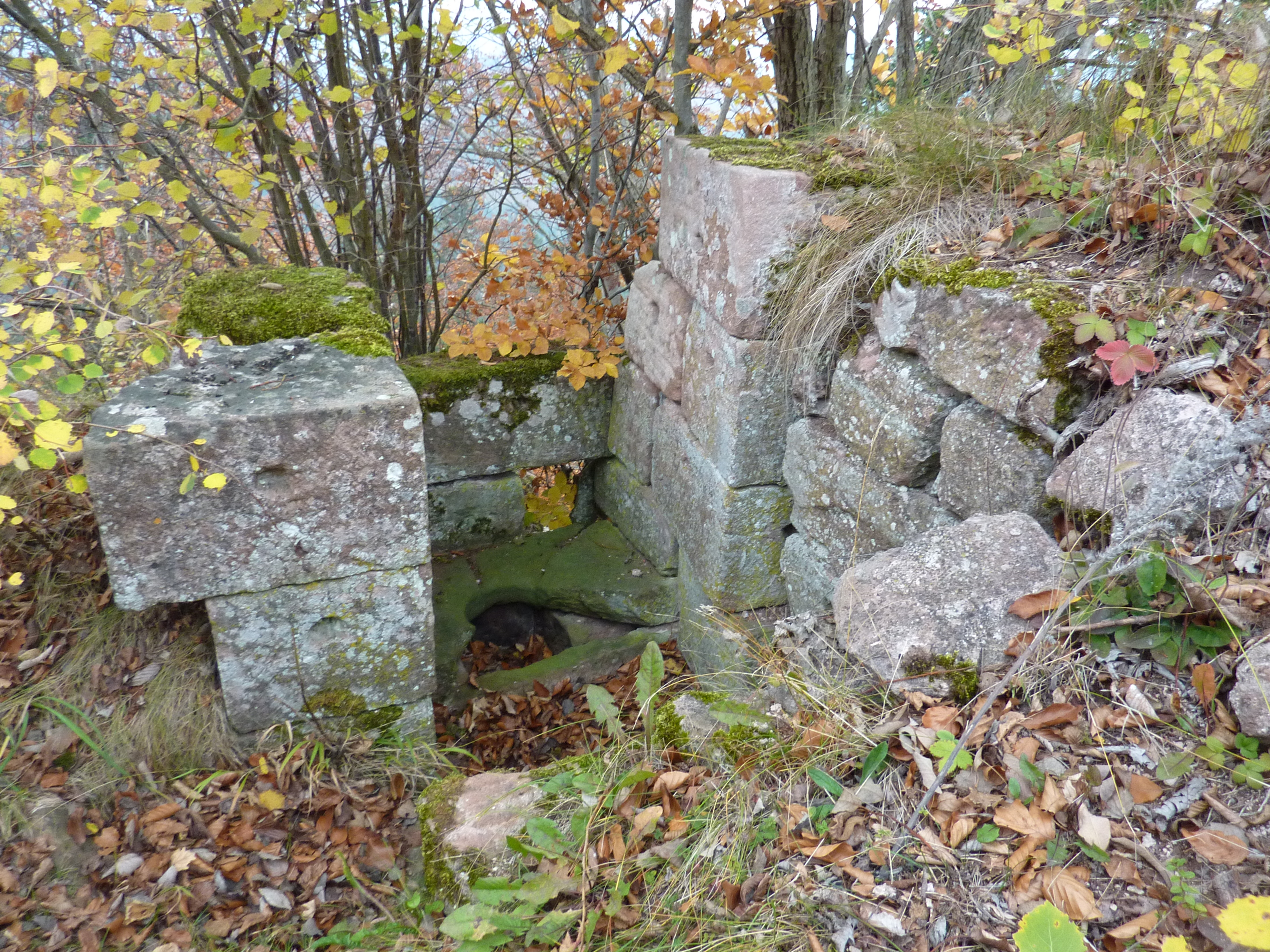
Latrines.
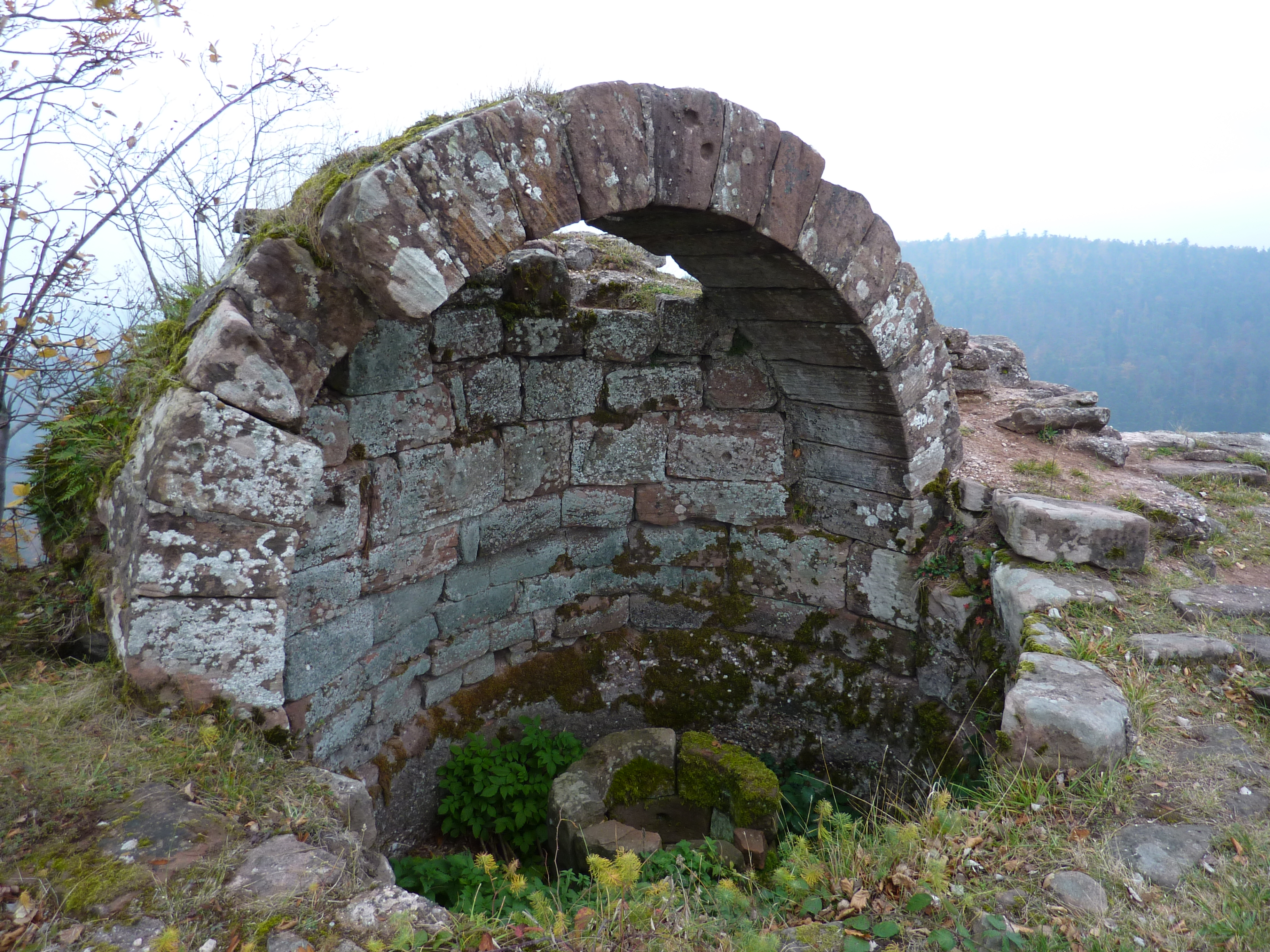
Citerne.

En bas du rocher, côté est, se trouve une grande basse-cour, ceinturée d'un mur disparu en maints endroits. Une belle tour circulaire subsiste néanmoins, aménagée pour les armes à feu. Au sud s'ouvre une porte à pont-levis.

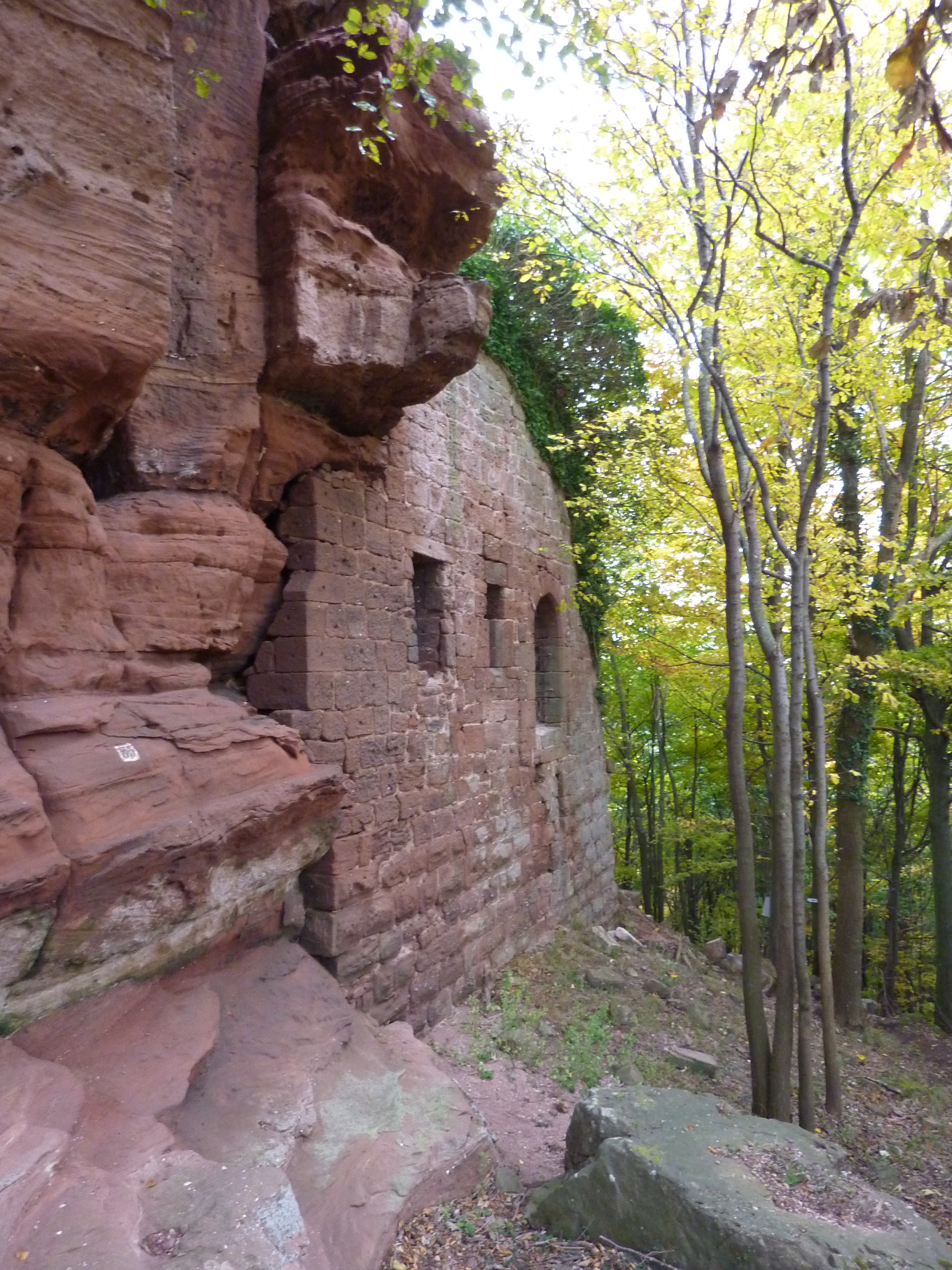
Mur sud de la cour vu de l'extérieur.
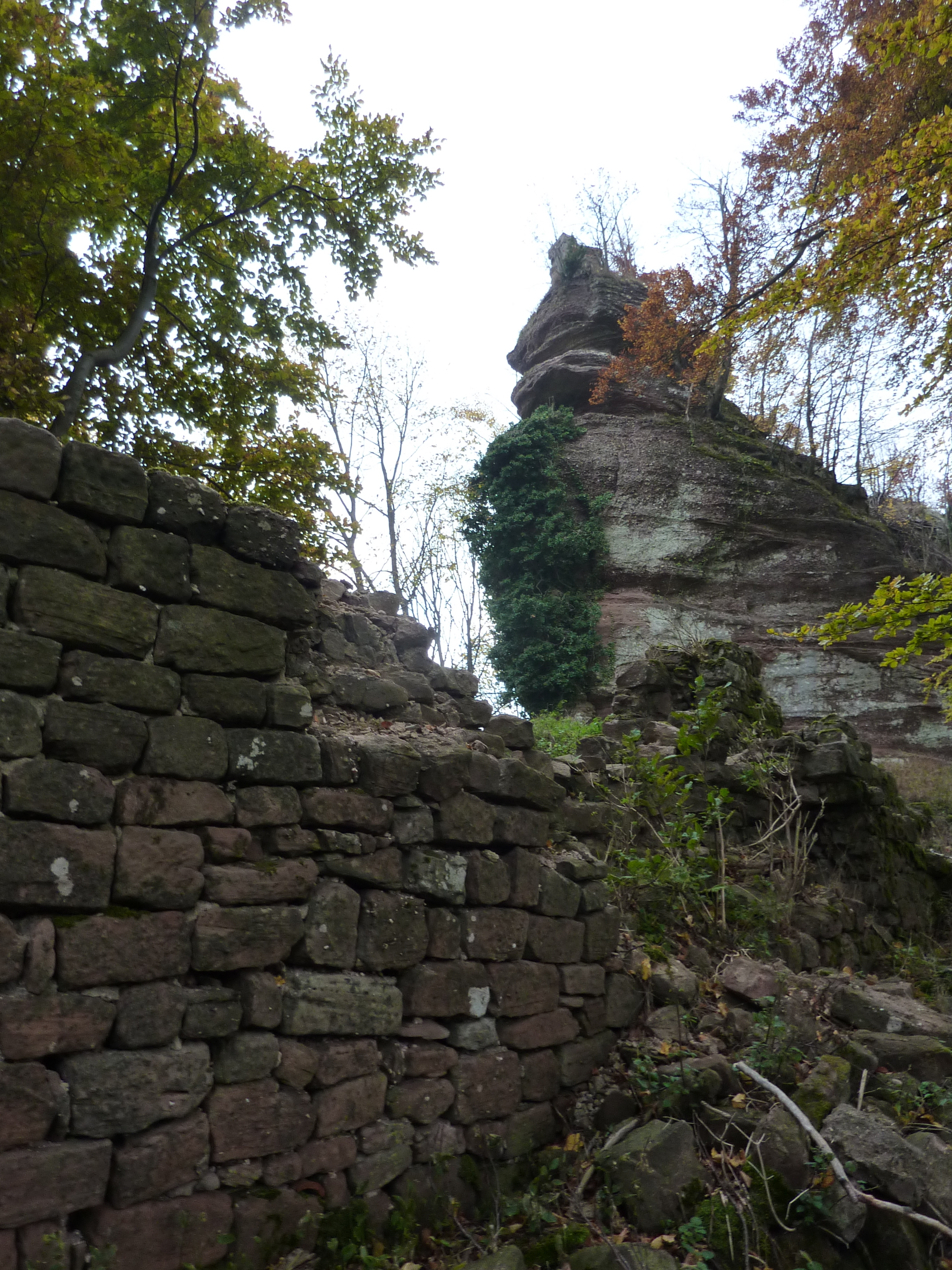
Donjon vu depuis le nord de la cour.
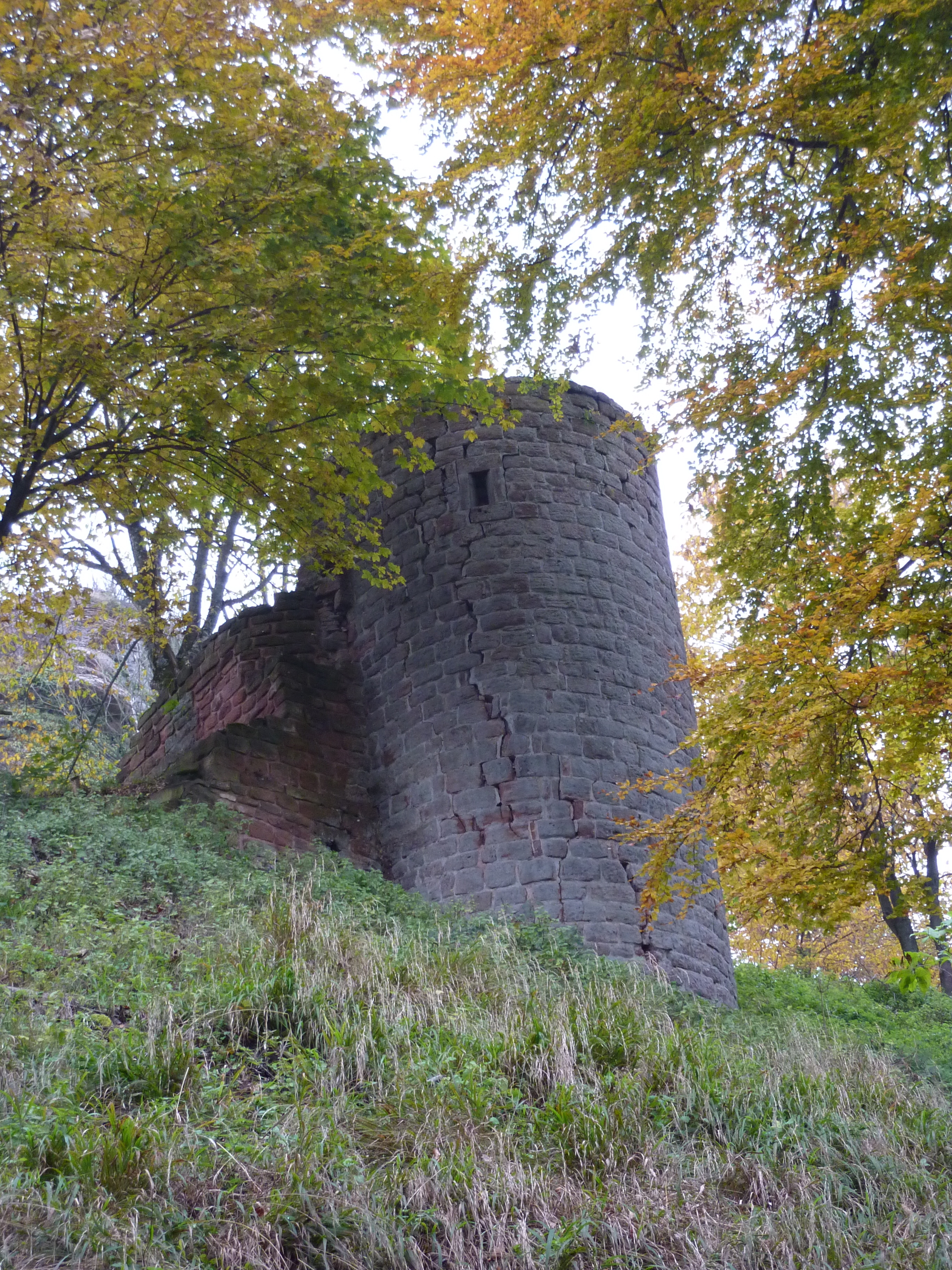
Tour de flanquement du mur d'enceinte.
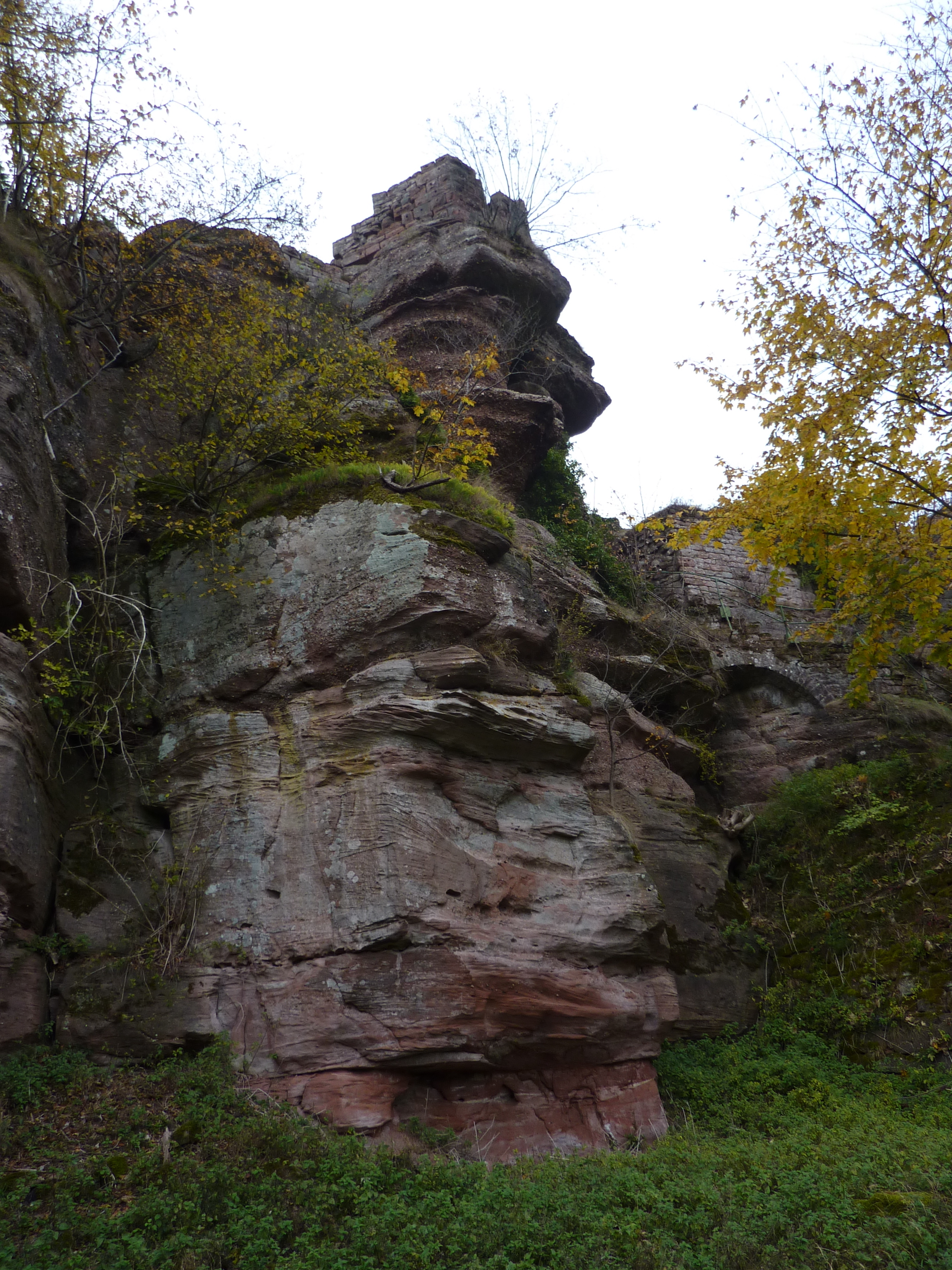
Chapelle vue de la cour.

### Petit-Ochsenstein
Le rocher comporte des vestiges de l'enceinte, et une citerne a été identifiée à son pied.

### Rocher nord
Le rocher nord, probablement le château de Wachelheim, est appuyé sur les vestiges de son mur d'enceinte. Un passage à une dizaine de mètres de hauteur permet d'accéder à un escalier creusé dans le rocher et qui mène au sommet. Il s'y trouve des vestiges de mur en bossage.